# Колючка триголкова
Колючка триголкова (Gasterosteus aculeatus) — вид риб, що мешкають в більшій частині північної Європи, північної Азії та Північної Америки. Відзначений як вселенець на значній частині центральної та південної Європи. Евригалинний вид, мешкає як в морській, так і в прісній воді.
Існує три підвиди:
- Gasterosteus aculeatus aculeatus — поширений на більшій частині ареалу, звичайний у Британії.
- G. a. williamsoni — «неозброєна колючка», мешкає в Північній Америці, а саме в південній Каліфорнії, Британській Колумбії і Мексиці;
- G. a. santaeannae, «колючка Санта Ана», в деяких районах Північної Америки.